# Patriote (bande dessinée)
Pour les articles homonymes, voir Patriote.
Patriote est un album de bande dessinée de Daniel Bardet et Élie Klimos, le tome 6 de la série Timon des Blés.

## Fiche technique
- Scénariste : Daniel Bardet
- Dessinateur : Élie Klimos
- Mise en couleurs : Chagnaud
- Année de première publication : 1993
- Éditeur : Glénat / collection Vécu
- Nombre de planches : 46
- (ISBN 2-7234-1627-5)

## Synopsis
Le 10 thermidor An II (28 juillet 1794) Robespierre est guillotiné ainsi que les principaux organisateurs de la Terreur qui prend fin. Le climat devient moins oppressant mais les Chouans sont plus que jamais déterminés à faire triompher la cause royale en la personne d'un enfant : Louis XVII.
Timon et « la Mouette »  vont retrouver le comte de la Frotté qui est chargé de préparer l’insurrection en Normandie.
Timon s'embarque pour rencontrer les envoyés de l’Angleterre ; mais les Bleus n’ont pas oublié les Manteaux noirs.

## Commentaires
Bardet est connu pour ses talents de scénariste de bande dessinée historique (Les Chemins de Malefosse, Chroniques de la Maison Le Quéant), il s’associe à Élie Klimos pour le sixième album d’une série qui en compte huit. L’époque choisie ici est le dernier quart du XVIIIe siècle.

## Lieux
Comme l’album précédent, celui-ci se déroule intégralement en Normandie.

## Référence bibliographique
- Patrick Gaumer & Claude Moliterni, Dictionnaire mondial de la Bande Dessinée, Éditions Larousse, Paris, 1994,  (ISBN 2-03-523510-3).